# Bidaurreta
Bidaurreta är en kommun i Spanien.   Den ligger i provinsen Provincia de Navarra och regionen Navarra, i den nordöstra delen av landet, 300 km nordost om huvudstaden Madrid. Antalet invånare är 155. Arean är 5,1 kvadratkilometer.
Terrängen i Bidaurreta är huvudsakligen kuperad, men åt nordost är den platt.